# لا کانیادا د بریچ
لا کانیادا د بریچ (به اسپانیایی: La Cañada de Verich) یک شهرستان در اسپانیا است که در استان تروئل واقع شده‌است.

## خصوصیات
لا کانیادا د بریچ ۱۰ کیلومترمربع مساحت و ۱۰۳ نفر جمعیت دارد.